# Ártico

Localização do Ártico.

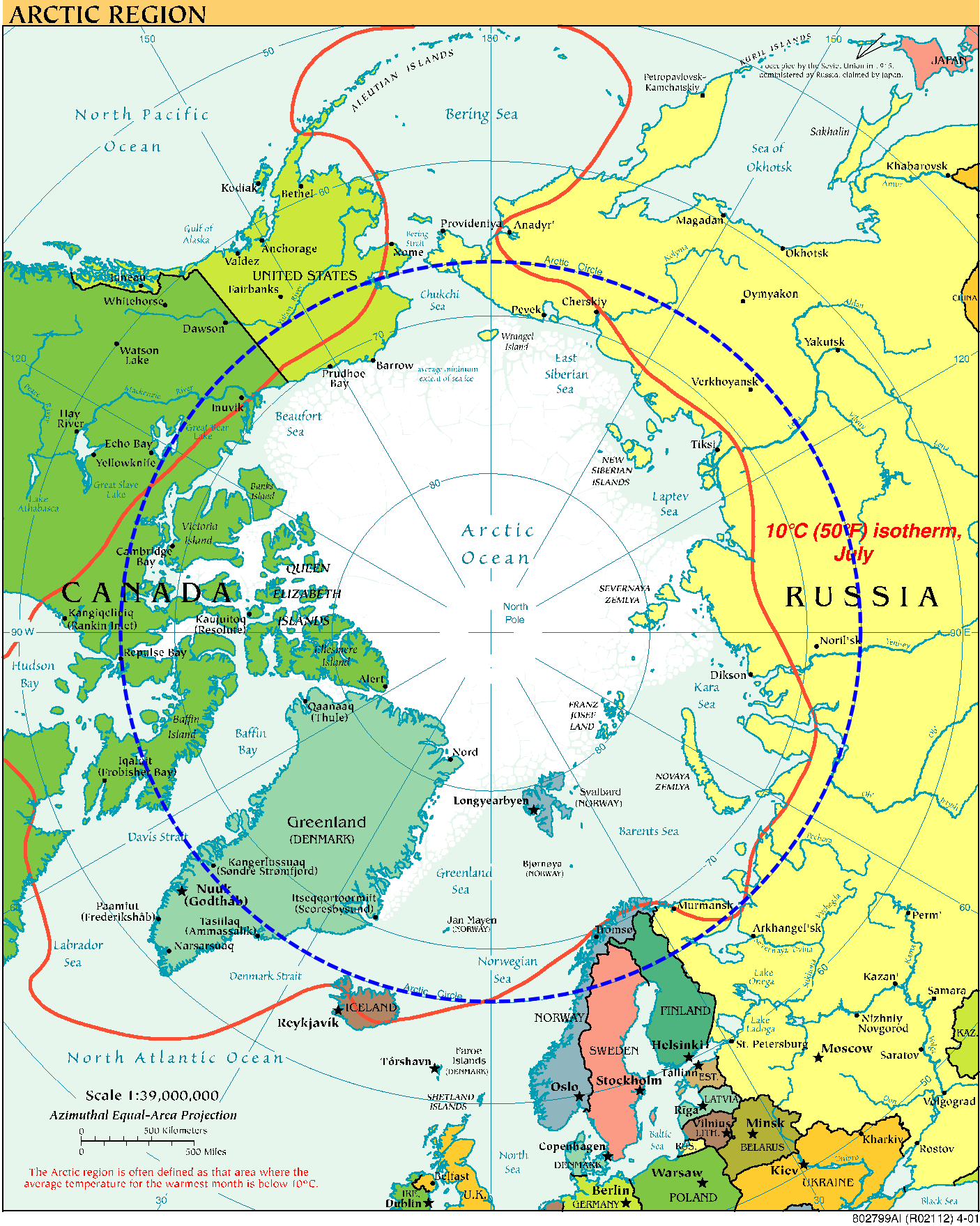
Duas definições do Ártico: Linha vermelha - Região a norte da isotérmica dos 10 graus como temperatura média em julho. Linha azul - Região a norte do Círculo Polar Ártico.

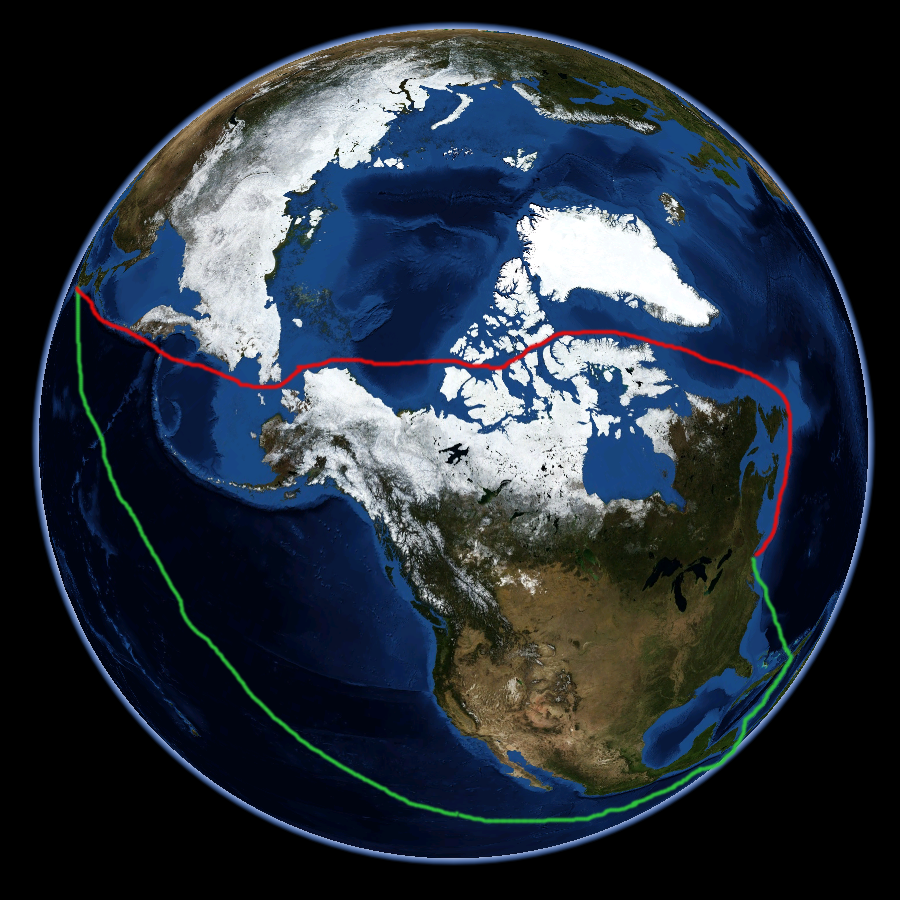
Em vermelho a Passagem do Noroeste ligando o estreito de Davis (oceano Atlântico) ao estreito de Bering (oceano Pacífico).

O Ártico (AO 1945: Árctico), ou Região Ártica (AO 1945: Região Árctica), é geralmente definido como a região do Hemisfério Norte circunscrita pela linha onde a temperatura média do mês mais quente é inferior a 10 ℃. A linha isotérmica delimitando esta região coincide aproximadamente com a linha das árvores ártica. A outra definição aponta o Ártico como sendo aquela zona circunscrita pelo Círculo Polar Ártico, contendo o Oceano Ártico e o Polo Norte. Essas definições não coincidem com precisão em termos geográficos.
Durante o inverno a área toda é coberta pelo gelo e a temperatura média pode atingir -40 ℃. A temperatura mais elevada alguma vez registada durante o verão foi de 38 ℃, em junho de 2020. A tundra é a vegetação principal, mas nas áreas mais aquecidas pode se encontrar salgueiros e bétulas. A vida animal é pobre no tocante ao número de espécies, existindo, por exemplo, ursos-polares, focas árcticas, raposas-do-Ártico e bois-almiscarados. Os países da zona têm disputado os recursos da região.
O Ártico tem sido afetado pelo aquecimento global de maneira particularmente intensa, aquecendo duas vezes mais rápido que a média global, com importantes repercussões negativas sobre a flora, fauna, economia e a vida de populações nativas e residentes.

## Etimologia
O adjetivo ártico tem origem no termo grego ἀρκτικός (árktikós), "relativo a urso, árctico" e este da palavra ἄρκτος (arktos), que significa urso. O nome refere-se ou à constelação da Ursa Maior, a "Grande Ursa", que é proeminente na porção setentrional da esfera celeste, ou à constelação da Ursa Menor, a "Pequena Ursa", que contém Polaris, a Estrela Polar.

## Geografia
Os limites geográficos do Ártico variam conforme o critério utilizado. Limites geralmente aceitos são a linha onde a temperatura média do mês mais quente é inferior a 10 ℃, a linha das árvores ártica, e o Círculo Polar Ártico. Essas definições não coincidem com precisão e em alguns pontos podem divergir em mais de 100 km. A linha de árvores é o limite mais impreciso, pois a área de transição entre a vegetação arbórea e a rasteira é gradual. São poucos os países e cidades que se encontram dentro dos limites dessa região. Entre eles:
- No Canadá: Alert, Cambridge Bay, Iqaluit (Frobisher Bay), Kangiqcliniq (Ranquin Inlet), Kaujuitoq (Resolute).
- A Groenlândia, dependência da Dinamarca.
- Nos Estados Unidos, o Alasca, com as cidades de Barrow, Nome, as Ilhas Aleutas e a Prudhoe Bay.
- Parte da Islândia.
- Porção norte da Noruega, incluindo a ilha de Svalbard e Longyearbyen.
- Na Rússia, as cidades de Cherkiy, Dikson, Murmansk, Pevek, Provideniya, Tiksi.

O perfil morfológico da região é muito variado, com montanhas, zonas rochosas, geleiras e planícies vegetadas ou alagadas e um litoral recortado, onde existem muitas ilhas. Há uma rica rede fluvial e o centro do Ártico é aquático, dominado pelo Oceano Ártico, limitado pelos litorais norte da Eurásia e América do Norte. Grande parte do Ártico terrestre tem como característica definidora o seu solo permanentemente congelado (permafrost), que em alguns pontos pode chegar a uma profundidade de 1500 metros. Nos verões a camada superficial deste solo derrete, criando lagos e áreas pantanosas temporárias. No Ártico oceânico a característica dominante é o gelo flutuante, cuja extensão varia ao longo do ano.

### População

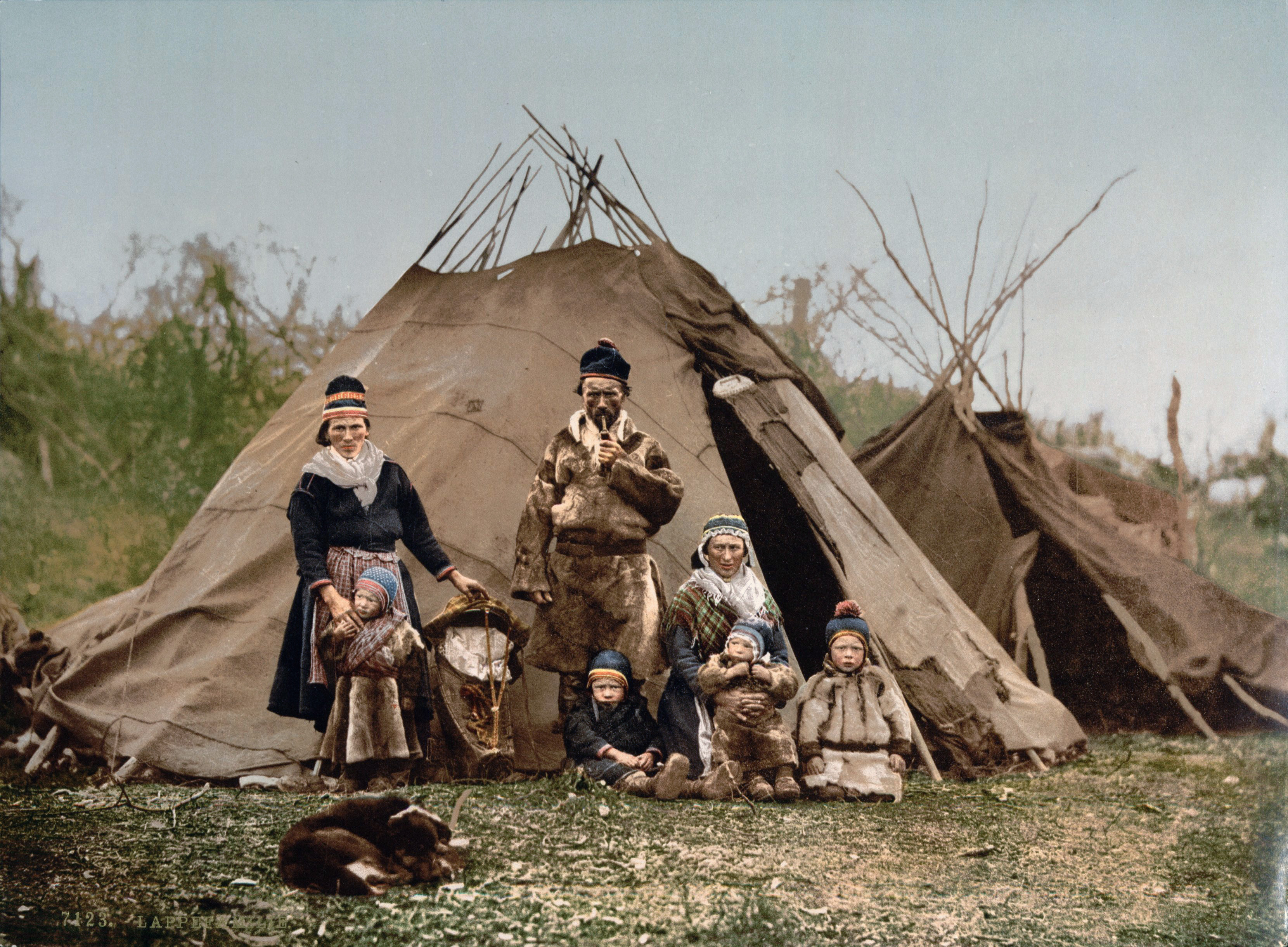
Uma família de lapões diante de sua tenda em 1900.

O Ártico exibe testemunhos de ocupação humana desde pelo menos 15 mil anos atrás, e algumas povoações modernas têm uma história de vários milênios. Cerca de 4 milhões de pessoas vivem atualmente no Ártico, das quais cerca de 10% são povos indígenas, com dezenas de diferentes culturas e línguas. A maior parte da população vive muito dispersa em pequenas vilas e povoados, e há muitos grupos nômades, mas existem algumas cidades importantes, como Murmansk, na Rússia, com mais de 300 mil habitantes. Há significativa disparidade na qualidade de vida e desenvolvimento dessas populações, e o processo de globalização tem aumentado essas diferenças em algumas regiões. As populações na América do Norte e Escandinávia são as mais favorecidas em vários indicadores, como renda, saúde, educação, expectativa de vida e Coeficiente de Gini, mas na Federação Russa, que abriga cerca de 70% da população ártica total, os indicadores geralmente ficam abaixo ou muito abaixo da média global. Mesmo nas regiões mais prósperas pode haver importantes desigualdades internas.

### Fauna

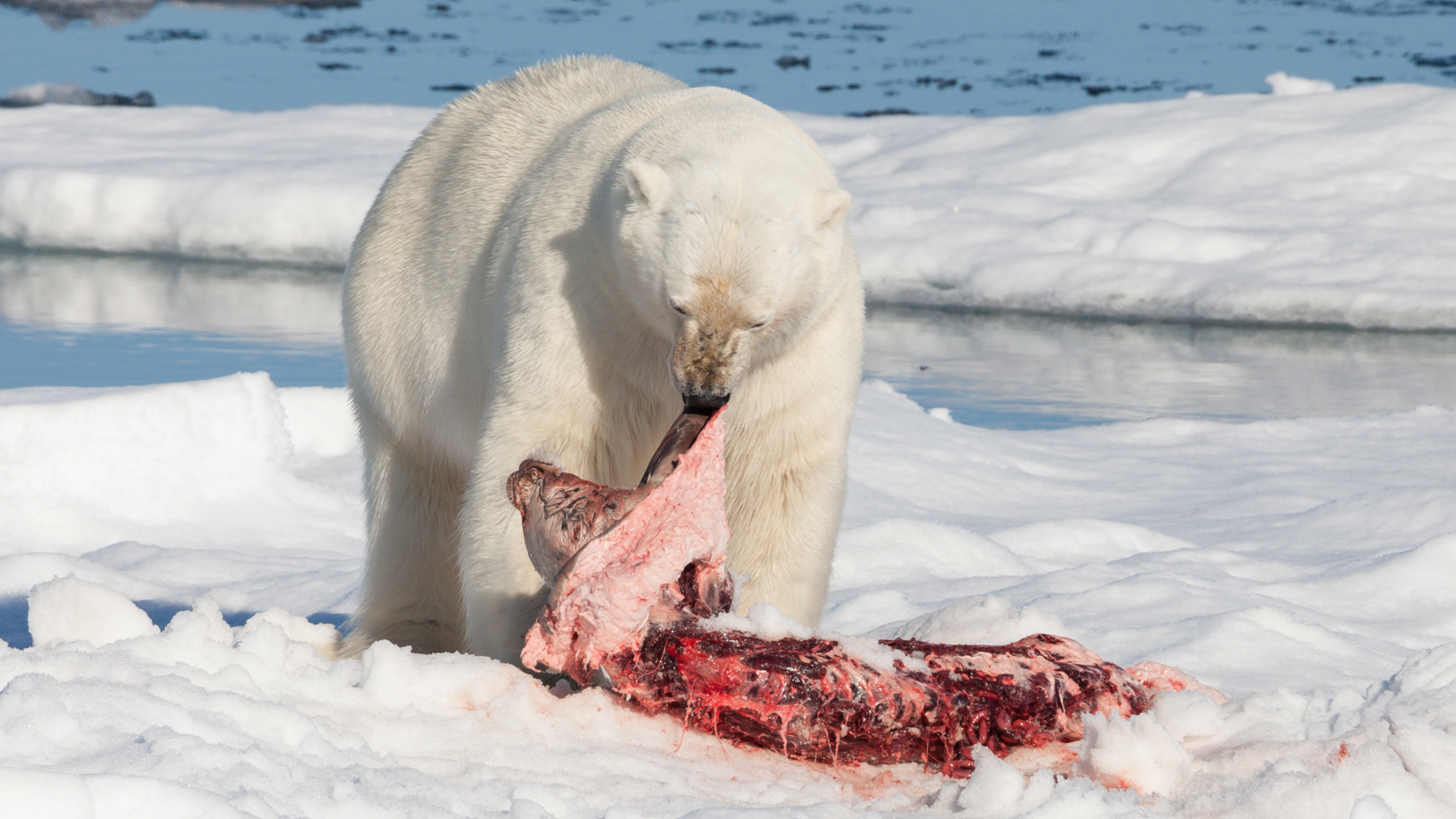
Urso polar se alimentando do fruto de uma caçada.

A fauna microscópica do Ártico é extremamente diversificada e adaptável e desempenha um papel fundamental nos processos e ciclos naturais. Já a macrofauna é relativamente escassa e desenvolveu características especiais para se adaptar ao clima predominantemente frio. Entre esses recursos estão ritmos metabólicos mais lentos; resistência ao frio, à fome e sede; desenvolvimento rápido dos filhotes; capacidade de regular em alguma medida a temperatura corporal; formas mais arredondadas que limitam a perda de calor; espessas camadas de gordura isolante, e penugem ou pelagem espessa. Muitos animais árticos têm cor branca como forma de mimetismo, ou trocam suas peles e penas para o branco no inverno. Outros hibernam no inverno, para contornar a escassez de alimentos, a dificuldade de locomoção e o clima mais inclemente. A neve é um excelente isolante térmico e muitos animais pequenos, cujos corpos irradiam proporcionalmente mais calor que os grandes, encontram abrigo debaixo da neve ou em tocas escavadas dentro da neve. Muitas espécies, contudo, migram longas distâncias para outras regiões mais quentes durante o período invernal. Os insetos estão entre os grupos animais cuja vida é mais difícil no Ártico, seus corpos diminutos perdem calor rapidamente, e são encontradas poucas centenas de espécies. O Ártico tem um significativo número de espécies endêmicas. São típicas do Ártico espécies como o urso-polar, a raposa-do-ártico, várias espécies de foca, o boi-almiscarado, o elefante-marinho, a rena e baleias.
Para a vida marinha as condições são em sua maior parte estáveis ao longo de todo o ano, permitindo o florescimento de uma rica biodiversidade micro e macroscópica que circula livremente. As águas frias são muito ricas em plâncton, que está na base das cadeias alimentares. Já nas zonas costeiras rasas e nos pontos de emergência geotérmica submarina a variabilidade das condições ambientais pode ser grande, mas favorecem a vida de espécies específicas adaptadas ao contexto local.

### Flora

Amostra da flora rasteira na Groenlândia.

A flora ártica geralmente tem sido considerada pobre quando comparada a outras regiões do mundo, mas estudos recentes têm revelado uma biodiversidade vegetal bem maior do que se supunha. As plantas predominantes são arbustos anões, gramíneas, ervas, musgos e líquens, que crescem relativamente perto do solo, formando a tundra. Nas regiões mais ao norte, o crescimento das plantas diminui consideravelmente devido à aspereza do clima. Pequenas diferenças na quantidade total de calor do verão fazem grandes diferenças na quantidade de energia disponível para a manutenção, crescimento e reprodução. As árvores não conseguem se desenvolver na maior parte do Ártico, mas nas regiões mais quentes árvores e arbustos altos são comuns. Caniços, musgos e líquens podem formar camadas espessas. Nas partes mais frias do Ártico, a maior parte do solo está nu, sendo pontilhado por plantas não vasculares como líquens e musgos, juntamente com gramíneas e herbáceas dotadas de flores, como a papoula do Ártico.

## Clima

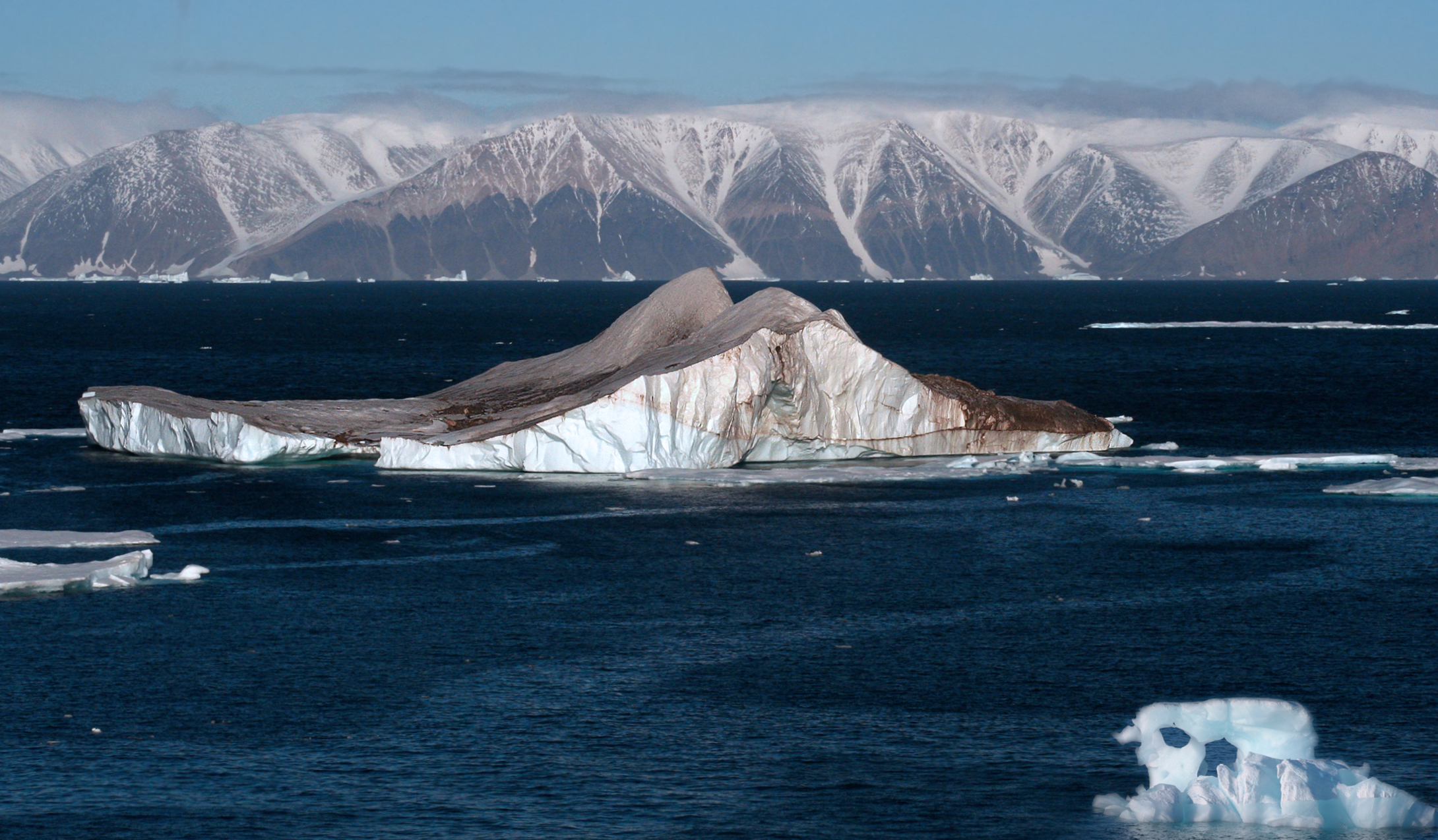
Icebergs no Ártico.

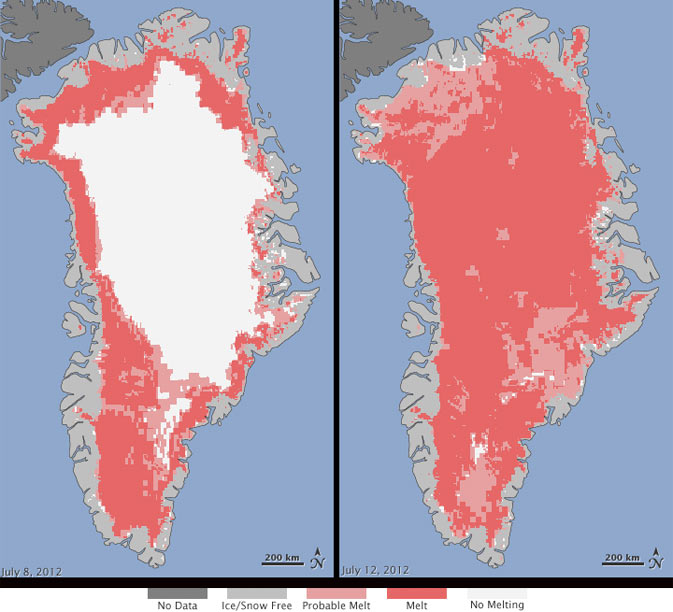
Foto da NASA que mostra degelo superficial em 97% da área congelada da Gronelândia.

O clima ártico conhece grande variações ao longo do ano. A região fica no extremo norte do globo e devido à inclinação do eixo terrestre sua parte norte permanece mergulhada na obscuridade durante o inverno. Mesmo no verão a luz solar chega à região em um ângulo baixo. Desta forma, o calor recebido do Sol é menor que nos trópicos e boa parte dele é refletido de volta para o espaço pela brancura do gelo. Ao longo de todo o ano o Ártico irradia mais calor do que recebe, e a maior parte do seu calor vem dos trópicos através da circulação atmosférica e marítima. A Escandinávia é a região ártica mais quente devido à influência da Corrente do Golfo.
Os invernos são longos e frios, e os verões, breves e frescos, mas há importantes diferenças regionais. A umidade atmosférica geralmente é baixa e a precipitação é escassa, algumas áreas recebem menos de 50 milímetros por ano. No verão a chuva não tende a evaporar rapidamente devido às baixas temperaturas médias e o solo congelado (permafrost) impede sua absorção, criando largas áreas de pântano. O degelo da neve de inverno também contribui para isso, e são frequentes inundações de grandes proporções. A acumulação de neve no inverno é muito variável e depende principalmente da geografia, da umidade atmosférica e da intensidade dos ventos. Os ventos fortes muitas vezes levantam a neve já caída, desnudando o solo. Em outras áreas, mais protegidas, os acúmulos podem chegar a mais de um metro por ano. Nas áreas mais frias o gelo nunca derrete totalmente, e os acúmulos anuais somam-se uns aos outros. A temperatura média no inverno pode ser tão baixa quanto -40 °C (-104 °F), e a temperatura mais baixa registrada é de aproximadamente -68 °C (-90 °F), em Verkhoyansk, Rússia.
O Ártico é uma das regiões do planeta mais afetadas pelo aquecimento global, aquecendo mais que o dobro que a média, levando à retração das neves e da calota congelada sobre o Oceano Ártico. De uns anos para cá tem-se verificado um derretimento galopante na zona ártica. Em setembro de 2007 foi registado, pelo satélite da ESA, o ENVISAT, o maior degelo do Oceano Ártico até essa data, abrindo à navegação a Passagem do Noroeste. Cerca de metade do manto de gelo da Gronelândia sempre derrete um pouco no verão na sua camada superficial, mas em 2012 97% da área do manto mostrou algum grau de derretimento, que afetou mesmo as partes mais altas e frias. Os incêndios florestais têm aumentado em número e intensidade. Em 2020 as temperaturas médias na região da Sibéria alcançaram cerca de 10 °C acima da série histórica, a cobertura de neve atingiu as marcas mais baixas já registradas, e em 2021 a cidade de Verkhoyansk registrou a temperatura de 38 °C, a mais alta já documentada dentro do Círculo Polar. Esse aquecimento regional tem repercussões globais, produzindo um aumento na liberação de metano (um potente gás estufa) e a subida do nível do mar, entre outros efeitos.

## Economia

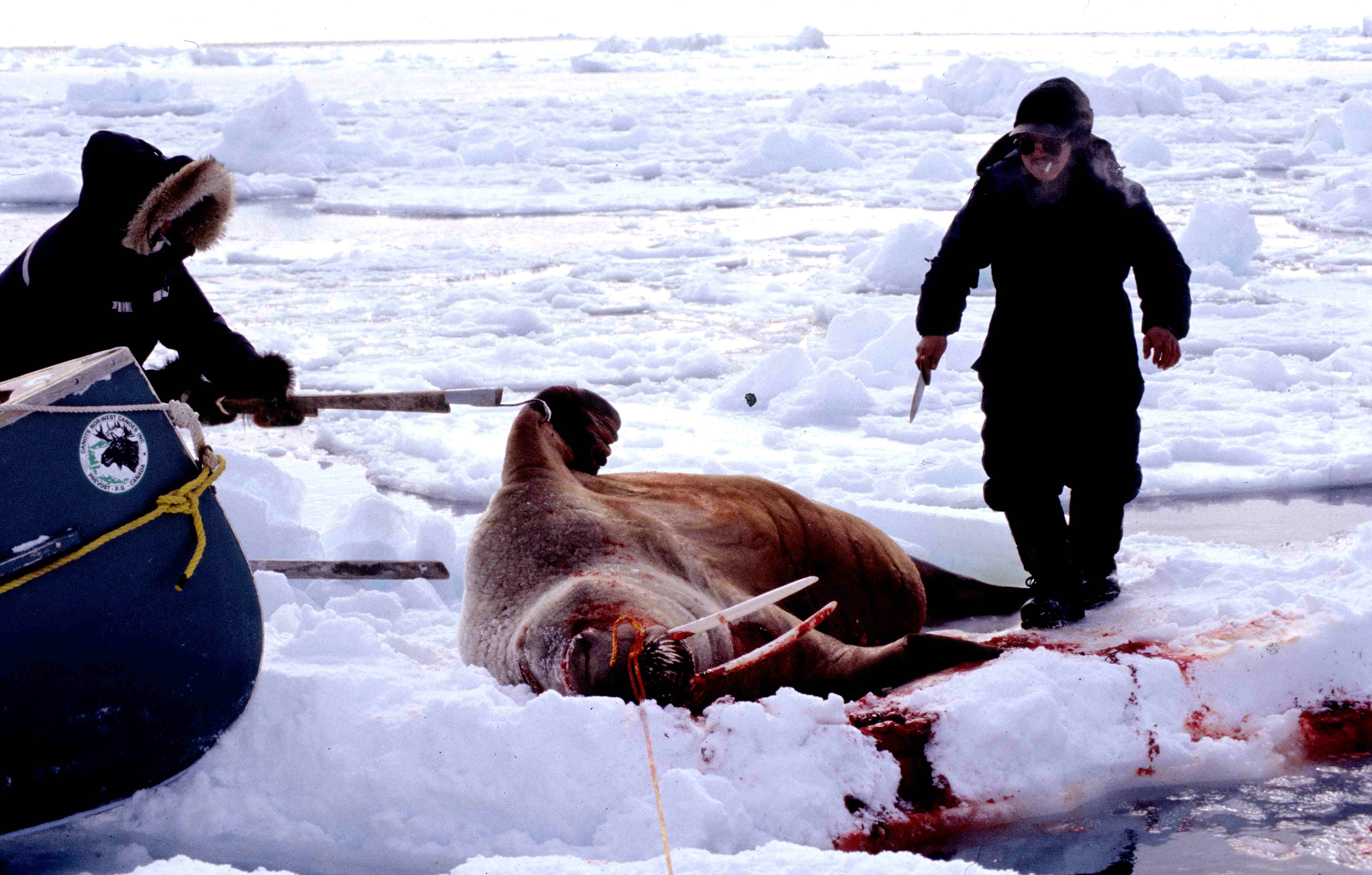
Esquimós caçando uma morsa

As áreas mais urbanizadas desenvolvem uma economia diversificada, com comércio, indústria, manufaturas, serviços e turismo bem consolidados, mas essas áreas são uma minoria no panorama geral. A maior parte das regiões tem economias pequenas, informais e pouco diversificadas, baseadas principalmente no modelo de subsistência, onde predominam atividades com a caça, a pesca, a coleta e o pastoreio. Essas economias pequenas geralmente são estruturadas de maneira relativamente sustentável, estão muito ligadas à natureza e são dependentes de visões de mundo tradicionais e costumes sociais, culturais e religiosos antigos e profundamente arraigados. Sua integração nos mercados é prejudicada pela pobre infraestrutura e transportes precários, mas essa integração nem sempre é desejável e muitos casos estudados relatam impactos negativos sob a influência da globalização e a pressão do progresso tecnológico. Muitas comunidades e regiões vivem principalmente da exportação de recursos naturais em bruto. O Ártico tem importantes jazidas de petróleo, gás natural, zinco, ouro e diamantes, e algumas regiões de floresta explorável para extração de madeira. O aquecimento global tem produzido impactos negativos em atividades ligadas à fauna e flora e tem afetado estruturas construídas pelo homem através do derretimento do solo congelado. Os problemas ambientais de modo geral geram prejuízos variados e conflitos culturais e sociais, afetando o estilo de vida e as economias especialmente das comunidades indígenas e tradicionais.